# 刘波 (特警)
刘波（？—），中華人民共和國公安，因為他在2012年什邡市反對鉬銅項目事件追打一群抗議青年的照片引起了網際網路模因而為人所知。

## 简介
在四川什邡事件現場，有一位身穿防暴盔甲、左手持鎮暴盾牌、右手高舉警棍追打民眾的公安，他的行為被拍攝下來，照片在網路上廣為轉發。經過網友人肉搜索，認為這位公安叫作刘波，什邡特警隊員，他父親在什邡組織部工作，母親在縣教育局工作。他的形象经Photoshop处理到了其他的照片中，显示他在男演员马克·沃尔伯格和奥运会跨栏运动员刘翔身后追逐，或是出现在爱德华·蒙克的画作呐喊中，网络用户们将此事戏称为“刘波很忙”。杰西卡·莱文（Jessica Levine）在《大西洋》杂志上写道，这一图像“代表人们对人民武警涉嫌滥用暴力行为的不满越来越强烈”，她指出，在言论自由受到限制的情况下，这样的模因可以作为文化的风向标。中国社交媒体专家兼博客作家安晓米娜称：“考虑到中国对言论自由的束缚，模因往往是一个可以用来传播政治理念的真正有效方式。”“如果你使用即兴的方式并且与幽默相融合，那么谈论起这些比较紧急的话题时可以会更容易一些。”美国舆论亦将此事和加州大学戴维斯分校胡椒喷雾事件相提并论，后者是2011年加州大学戴维斯分校的警察中尉约翰·派克（Lt. John Pike）使用胡椒喷雾喷射校园中的静坐示威者。